# 하동공설운동장
하동공설운동장(河東公設運動場, Hadong Public Stadium)은 대한민국 경상남도 하동군에 있는 스포츠 시설이다. 천연잔디 필드와 우레탄 트랙이 갖춰진 경기장이며, 1993년에 준공되었다.

## 참고 문헌
- “하동공설운동장”. 하동군청.
- 〈하동공설운동장〉. 《디지털하동문화대전》. 한국학중앙연구원.
- 《2023 전국 공공체육시설 현황 (2022년 12월말 기준)》. 대한민국 문화체육관광부. 2024.